# Феррейра дос Сантос, Вагнер
Вагнер Феррейра дос Сантос (порт.-браз. Wagner Ferreira dos Santos; 29 января 1985, Сети-Лагоас), более известный как Вагнер — бразильский футболист, полузащитник.

## Карьера

### Клубная карьера
Вагнер начал свою карьеру в клубе «Америка Минейро». Спустя два года он перешёл в другой клуб из Белу-Оризонти «Крузейро». В январе 2007 года Вагнер был продан в саудовский клуб «Аль-Иттихад» из Джидды. Сумма сделки составила 9 миллионов евро. Но в июне 2007 года он вернулся в «Крузейро», так как «Аль-Иттихад» не выплатил оговорённую сумму за Вагнера. В том сезоне «Аль-Иттихад» стал чемпионом Саудовской Аравии.
7 августа 2009 года Championat.ru сообщил, что московский клуб «Локомотив» приобрёл бразильца за 6 миллионов евро. Через три дня эту информацию подтвердил президент «Локомотива» Николай Наумов. Контракт был заключён на 4,5 года.
За «Локомотив» Вагнер дебютировал 16 августа в матче с московским ЦСКА в рамках 18-го тура чемпионата России, заменив на 78-й минуте нападающего Питера Одемвингие. Первый гол за московский клуб Вагнер провёл уже во второй игре за «Локомотив», поразив на 9-й минуте в гостевом матче ворота петербургского «Зенита». В чемпионате России 2009 занял с «Локомотивом» четвёртое место, проведя за московский клуб семь матчей, в которых забил три гола («Зениту», «Кубани» и московскому «Динамо»). В следующем сезоне он из-за травмы появился на поле только после летнего перерыва.
27 декабря 2010 года Вагнер перешёл в турецкий «Газиантепспор», подписав договор на 4,5 года.

### Национальная сборная
Вагнер сыграл два матча за молодёжные сборные Бразилии (до 17 и до 20 лет). Также он вызывался на матчи главной команды страны, но это были только товарищеские матчи, и участия в них он не принимал.

## Достижения

### Командные
- Чемпион штата Рио-де-Жанейро (1): 2012
- Чемпион штата Минас-Жерайс (2): 2008, 2009
- Чемпион Бразилии (1): 2012

### Личные
- Обладатель «Серебряного мяча» Бразилии: 2006, 2008